# Platymitra
Platymitra es un género de plantas fanerógamas con tres especies perteneciente a la familia de las anonáceas. Son nativas del sudeste de Asia.

## Taxonomía
El género fue descrito por Jacob Gijsbert Boerlage y publicado en Icones Bogorienses 1: 179. 1899. La especie tipo es: Platymitra macrocarpa Boerl.

## Especies
- Platymitra arborea (Blanco) Kessler - palacalay de Filipinas[4]
- Platymitra macrocarpa Boerl.
- Platymitra siamensis Craib